# Fransje Carbasius

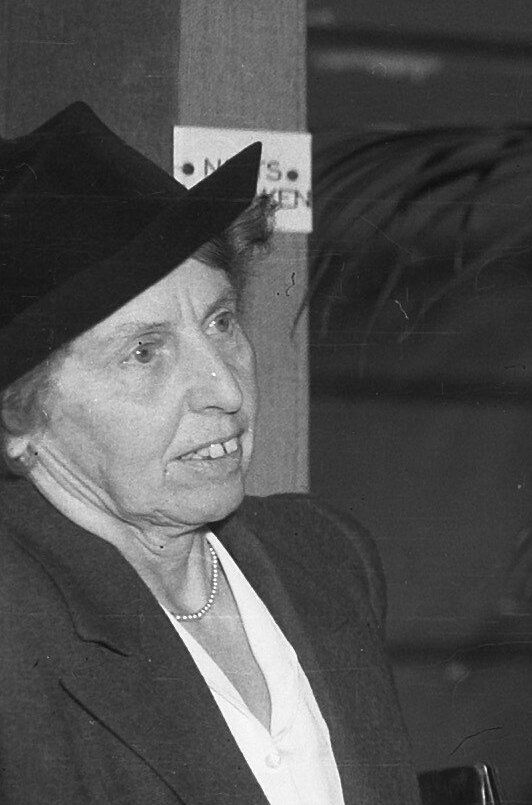
Fransje Carbasius

Françoise Charlotte Fransje Carbasius (* 18. August 1885 in Den Haag; † 30. März 1984 in Laren) war eine niederländische Bildhauerin.

## Leben und Werk

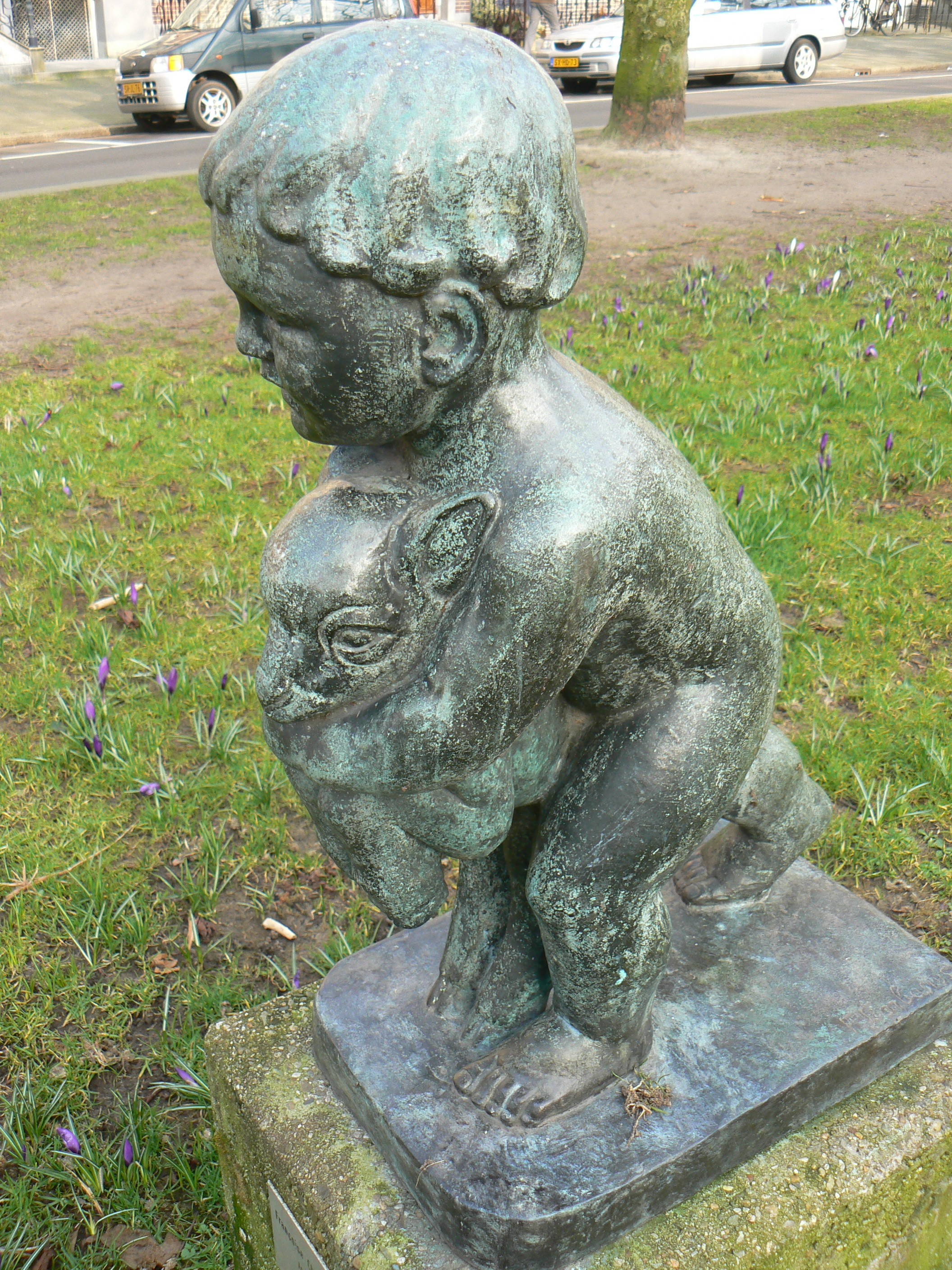
Kind mit Lamm, 1955

Fransje Carbasius wurde am 18. August 1885 in Den Haag geboren. Ihre Eltern waren Bernard August Carbasius (1850–1886) und Maria Constantia van der Kop. Sie gehörte somit zum niederländischen Adel. Sie studierte an der Koninklijke Academie van Beeldende Kunsten in Den Haag.  Dort lernte sie Rie Cramer kennen, mit der sie ihr Leben lang befreundet blieb. Nach der Ausbildung an der Akademie lernte sie bei Toon Dupuis.
Carbasius stellte regelmäßig aus. Sie nahm an der Ausstellung De Vrouw 1813–1913 teil und zusammen mit Rie Cramer im Kunsthandel Van Lerven in Arnhem (1915) und im Koninklijke Kunstzaal Kleykamp in Den Haag (1937). Auch arbeiteten sie zusammen am niederländischen Pavillon für die 1939 New York World’s Fair in New York.
In den 1930er Jahren stellten Carbasius und Cramer „Ronco-Keramik“ her, die aus verschiedenen Skulpturen, aber auch Geburtstellern bestand. Weitere angewandte Arbeiten von Carbasius waren ihre Entwürfe für die Plateelbakkerij Schoonhoven. Dabei handelte es sich um verschiedene Buchstützen aus Keramik. Ab 1937 lebten Cramer und Carbasius in Blaricum und Mallorca.
Fransje Carbasius starb am 30. März 1984 in Laren.